# Лендорф, Карл фон
Карл Фридрих Людвиг рейхсграф фон Лендорф (нем. Karl Friedrich Ludwig Reichsgraf von Lehndorff, 1770—1854) — прусский генерал-лейтенант, герой войн против Наполеона.

## Биография
Родился 17 сентября 1770 года в Кёнигсберге, сын королевского камергера гофмейстера графа Эрнста Агасфера Генриха фон Лендорфа.
Служил в кавалерии и в 1806—1807 годах в рядах 13-го драгунского полка принимал участие в кампании против Наполеона в Восточной Пруссии. После Тильзитского мира оставил военную службу.
В 1813 году, после вступления Пруссии в освободительную войну против Наполеона, Лендорф вступил в ландвер, в чине подполковника служил в Восточно-Прусском национальном кавалерийском полку и блестяще проявил себя при изгнании Наполеона из германских земель.
28 июля 1814 года российский император Александр I наградил Лендорфа орденом св. Георгия 4-й степени (№ 2948 по кавалерскому списку Григоровича — Степанова)
За отличия в сражениях с французами
В 1817 году Лендорф был произведён в полковники и назначен 2-й командиром кавалерийской бригады. В 1820 году получил чин генерал-майора. В 1832 году произведён генерал-лейтенантом и вышел в отставку.
В 1843 года назначен обер-маршалом королевства Пруссия. Скончался 7 февраля 1854 года в Кёнигсберге.
В его честь назван форт под Кёнигсбергом.
Его сын Генрих фон Лендорф был генералом от кавалерии и командовал прусской лейб-жандармерией. Дочь Паулина вышла замуж за прусского дипломата Августа Генриха Германа фон Денгофа.

## Награды
Королевства Пруссия:
- Орден Святого Иоанна Иерусалимского рыцарь по праву (1795, Rechtsritter)[4]
- Железный крест 2-го класса (1813)
- Железный крест 1-го класса (1815)[5]
- Орден Красного орла 3-го класса
- Крест за выслугу лет[нем.] (1825)
- Орден Красного орла 1-го класса (1840)[6]
- Орден Чёрного орла (18 января 1853)[7]

Прочие:
- Орден Святой Анны 2-й степени (8 мая 1814, Российская империя)[8]
- Орден Святого Георгия 4-го класса (28 июля 1814, Российская империя)[9]
- Орден Почётного легиона, командорский крест (1817, королевство Франция)